# Wellen (bei Magdeburg)
Wellen (bei Magdeburg) este o comună din landul Saxonia-Anhalt, Germania.